# Domenico Rea
Domenico Rea (Nápoles, Italia, 8 de septiembre de 1921 – ib., 26 de enero de 1994) fue un escritor y periodista italiano. Sus obras dan testimonio, con matices neorrealistas, de la nueva realidad que surgió al terminar la Segunda Guerra Mundial.

## Biografía
Su padre Giuseppe era un ex-carabinero y su madre, Lucia Scermino, una matrona. Tenía dos hermanas mayores, Raffaella y Teresa, y una hermanastra, Concetta, hija ilegítima del padre. En 1924, la familia se mudó a Nocera Inferiore, a unos 35 km de Nápoles, de donde procedía el padre. Su formación fue como autodidacta. En 1939, a los 17 años, participó en un concurso organizado por la revista "Omnibus", dirigida por Leo Longanesi: Rea no ganó, sin embargo fue alabado por el mismo Longanesi, quien lo animó a seguir escribiendo. Empezó a colaborar con el semanal salernitano "Il Popolo fascista" y el bisemanal de los Grupos Universitarios Fascistas "Noi Giovani". Durante la Segunda Guerra Mundial, conoció a Annamaria Perilli, que se convertiría en su esposa. En 1944, se afilió al Partido Comunista Italiano y se volvió secretario de la sección de Nocera Inferiore. Comenzó a ir regularmente a Nápoles y a frecuentar el grupo de jóvenes intelectuales que fundaría la revista "Sud". Durante una de estas permanencias en Nápoles conoció a Francesco Flora, amigo íntimo de Benedetto Croce, quien fue el primero en creer en él como escritor y lo ayudaría a publicar un relato en la revista "Mercurio", dirigida por Alba de Céspedes. Tras la guerra, Rea se mudó a Milán, donde conoció a intelectuales como Eugenio Montale, Salvatore Quasimodo o Carlo Emilio Gadda. Un encuentro determinante sería con Arnoldo Mondadori y su hijo Alberto, cuya editorial publicaría varios libros de Rea. Tras la experiencia milanesa, volvió a Nocera Inferiore, donde siguió escribiendo pero fue obligado a pasar de un trabajo a otro, debido a sus necesidades económicas.
A finales de 1947, Mondadori editó su colección de relatos Spaccanapoli, que cosechó un gran éxito de crítica pero no de público. En 1948, salió la obra Le formicole rosse; pese al optimismo del empresario Remigio Paone y del director Giorgio Strehler, tuvo que esperar mucho tiempo antes que llegara a los teatros. Tras algunos meses en Brasil, donde Rea intentó concentrarse para escribir, el autor napolitano volvió a Italia. En mayo de 1949, falleció su querida madre Lucia y, en el otoño del mismo año, se casó con Annamaria Perilli. Colaboró con varias revistas antes de mudarse a Nápoles, donde consiguió un trabajo en la Superintendencia de las Galerías de Arte. En 1950, publicó una nueva colección de relatos, Gesù, fate luce, que obtuvo un gran éxito de crítica y de público y ganó el Premio Viareggio. En ese momento sus obras empezaron a ser traducidas en el extranjero. En 1953, salió Ritratto di maggio, un libro casi autobiográfico sobre la escuela, que fue definido "el anti-Corazón: Diario de un niño". En 1954, nació su hija Lucia. El año siguiente publicó il libro Quel che vide Cummeo, que contiene La signora scende a Pompei, Gli oggetti d'oro, Idillio, Quel che vide Cummeo, Madre e figlia, La spedizione y, en el apéndice, el ensayo Le due Napoli. Tras un viaje a Praga en 1956, no sin sufrimiento, abandonó el Partido Comunista. En 1958, finalmente salió su primera novela, Una vampata di rossore; sin embargo, no tuvo el éxito esperado. En 1960, dio vida con Mario Pomilio y otros a "Le ragioni narrative", revista que sólo duró un año. Entre 1960 y 1961, publicó, antes con el editor napolitano Pironti y luego con Mondadori, Il re e il lustrascarpe, un volumen que reúne ensayos y artículos de prensa. En 1965, con I racconti, una recopilación de todos sus relatos, ganó el Premio Settembrini. El mismo año, publicó L'altra faccia, una obra heterogénea que incluye poemas, relatos y un ensayo autobiográfico.
En Nápoles, para la librería Guida, organizó encuentros culturales con escritores como Jack Kerouac, Allen Ginsberg y Giuseppe Ungaretti. En 1970, Rea se convirtió en periodista para el Centro RAI de Nápoles y colaboró con el Corriere della Sera. Su libro más importante de esos años es Fate bene alle anime del Purgatorio, editado por Mondadori en 1977. A partir de 1980, colaboró asiduamente con Il Mattino, realizando algunos reportajes de viajes. En 1985, volvió a publicar un libro con la editorial Rusconi: se trata de Il fondaco nudo, una reelaboración de relatos y ensayos publicados en los años anteriores. En 1986, fue reeditado Spaccanapoli y, el año siguiente, salió Pensieri della note. A principios de los años 1990, publicó sus últimos libros con la editorial Leonardo: Crescendo napoletano (1990), L'ultimo fantasma della moda (1992) y la novela Ninfa plebea (1992), con la que ganó el Premio Strega. De este libro deriva la película homónima de 1996, dirigida por Lina Wertmüller.
Murió de ictus el 26 de enero de 1994. Sus restos mortales descansan en el cementerio de Nocera Inferiore.

## Obras
- Spaccanapoli, Milán, Mondadori, 1947.
- Le formicole rosse, Milán, Mondadori, 1948.
- Gesù, fate luce, Milán, Mondadori, 1950 - Premio Viareggio (1951).
- Ritratto di maggio, Milán, Mondadori, 1953.
- Quel che vide Cummeo, Milán, Mondadori, 1955.
- Una vampata di rossore, Milán, Mondadori, 1959 - Premio Napoli.[2]
- Il re e il lustrascarpe, Nápoles, Pironti, 1960.
- L'altra faccia, Milán, Nuova Accademia, 1965.
- I racconti, Milán, Mondadori, 1965.
- La signora è una vagabonda, Nápoles, Marotta, 1968.
- Diario napoletano, Milán, Bietti, 1971.
- Fate bene alle anime del purgatorio, Nápoles, Società editrice napoletana, 1976; luego: Milán, Mondadori, 1977.
- Illuminazioni napoletane, Milán, Mondadori, 1977.
- Il fondaco nudo, Milán, Rusconi, 1985.
- Pensieri della notte, Milán, Rusconi, 1987.
- Crescendo napoletano, Milán, Leonardo editore, 1990.
- L'ultimo fantasma della moda, Nápoles, Beta editoriale, 1992; luego: Milán, Leonardo, 1992.
- Ninfa plebea, Milán, Leonardo editore, 1992 - Premio Strega (1993).[3]
- I ragazzi di Nofi, Roma, Avagliano, 1999.

## Distinciones honoríficas
- Caballero de Gran Cruz de la Orden al Mérito de la República Italiana (Roma, 1992).[4]